# Trichonta aberrans
Trichonta aberrans är en tvåvingeart som beskrevs av Lundstrom 1911. Trichonta aberrans ingår i släktet Trichonta och familjen svampmyggor. Inga underarter finns listade i Catalogue of Life.